# Imperial
 For alternative betydninger, se Imperial (flertydig). (Se også artikler, som begynder med Imperial)
Nordisk Film Biografer Imperial er en dansk biograf, der historisk har været anvendt til premierearrangementer. Biografen ejes og drives af Nordisk Film Biografer og er beliggende ved Vesterport i København.
Biografen åbnede i november 1961, og er med sine 998 biografsæder i én enkelt sal, den største biograf i Skandinavien. Biografen er blevet fornyet og renoveret en del gange siden dens åbning, senest i august 2013, hvor salen blev totaltrenoveret og fik nyt lærred på 142 m², nye stole og belysning samt Dolbys på tidspunktet mest avancerede lydsystem, Dolby Atmos. Med installationen af det nye lydsystem er biografen nu den største i verdenen med Dolby Atmos-teknologi, hvor højtalere er installeret foran og bagved publikum, samt i siderne og oppe i loftet for en yderst omsluttende effekt. Biografen kan som en af de eneste i København fremvise film i 70 mm, hvilket betyder at film kan afspilles fra en filmrulle (i modsætning til digitalt), men samtidig bevarer en høj opløsning, dybe farver og et nuanceret billede.

## Historie

### De første år
Allerede den 28. juni 1957 kunne man i Dagens Nyheder læse om et nyt byggeri, der skulle have et Cinerama teater. Det var arkitekten Otto Frankild med assistance fra Jørgen Høj og Svend Aage Hansen, der tegnede biografen. Byggeriet blev anslået til at koste 50 millioner kr., og det var meningen, det skulle stå klar i sensommeren 1960. Forslaget til bygningen inkluderede også et stadsteater, men det blev senere droppet pga. krise i den københavnske teaterverden. Den samlede pris for Imperialbiografen blev 9 millioner kr. Der var oprindeligt lagt op til, at man skulle installere 3 projektorer, det såkaldte Cinerama, men det blev skrottet, og i dag bruges de to ekstra operatørrum som lytterum. Frankild ragede uklar med bygherrerne og forlod projektet i april 1960. De sidste detaljer blev derfor færdiggjort af Jørgen Buschardt, og biografen kunne åbnes i 1961.
Der var indtil 1972 krav om, at biografer skulle have en biografbevilling. Bevillingen til at drive Imperial blev i 1959 givet til Folkeligt Oplysningsforbund i tæt kamp med ASA Film. AOF og LOF havde også biografbevillinger, så det kom ikke som nogen overraskelse, at FOF også fik en. Det var en lukrativ handel at eje en biograf i de dage. FOF beholdt deres bevilling til at drive Imperial indtil 31. december 1972.
1. november 1961 åbnede biografen med en stor gallaforevisning, hvor blandt andet Hans Hækkerup, prins og prinsesse Viggo og borgmester Ove Weikop var til stede. Den 2. november holdt man en visning for Mosaisk Trossamfund af filmen Exodus, der handler om staten Israels grundlæggelse. Endelig åbnede biografen for offentligheden 3. november samme år. Dengang var der plads til 1523 tilskuere; det antal er senere reduceret, når biografen har udvidet med ekstra benplads og bredere sæder. Biografen blev dermed den tredjestørste i København, kun overgået af World Cinema og Saga. Den var den sidste rigtig store biograf, der blev bygget i København.
De næste år var det Folkeligt Oplysningsforbund under direktør Jørgen Nielsen, der drev Imperial, men da bevillingskravet blev ophævet i 1972, overtog Preben Philipsen fra Rialto Cinema Group biografens drift fra 1. januar 1973. Biografen fortsatte under hans ledelse indtil 1. april 1976, hvor der blev indgået et samarbejde med Lademann Film. Den 30. april 1978 valgte man at indsætte Leif Bernt som direktør for driften, og han blev i stillingen, indtil Henrik Sandberg og ABCinema A/S, også kendt som Dana Biograferne, overtog biografen 1. maj.

### Kriseårene
Biografen var stor og krævede film, der kunne trække et stort publikum. Imperial kunne som sagt kun vise én film af gangen, og de mange sæder skulle helst udfyldes. I takt med tv'ets og senere videoens udbredelse gik det ned ad bakke for alle biografer i Danmark. Det medførte, at Imperial i løbet af 1980'erne blev en underskudsforretning. Nu var gode råd dyre, og et forslag kom op i sommeren 1983 om at dele biografen op i fem sale. Det var meningen, at det store lærred skulle bevares, men man ville bygge to sale ude i den store foyer og to sale bagerst i biografen. Forslaget blev afvist, da Nordisk Film d. 13. juni 1983 opkøbte ABCinema A/S og dermed også Imperial.

### Udvidelsen
Der havde været en del renoveringer siden biografens åbning, bl.a. fik man ombetrukket stolene i 1980'erne, og i 1984 blev der lagt et nyt gråt tæppe og monteret rækkelys på stolene. Først efter Nordisk Films overtagelse biografen gik det stærkt med at udvide, og en større renovering blev foretaget i 1988. Man fjernede alle de gamle stole og installerede nye bredere stole med større rækkeafstand. Herved blev sædeantallet reduceret fra 1521 til 1179 pladser. Der blev desuden lagt et nyt rødt gulvtæppe i selve salen og i foyeren et hvidt gulvtæppe. Efter godt en måneds ombygning kunne biografen igen åbne for publikum
15. juli 1988.
Biografen lukkede igen i 1998 for at blive THX-certificeret. Desuden udskiftede man de gamle stole og installerede nye. Det betød, at antallet af sæder igen faldt, denne gang til de daværende 1102. Man fik også udskiftet det blå fortæppe, loftet blev malet guldfarvet, og man udskiftede det gamle airconditionanlæg fra 1961. Biografen kunne igen åbne efter en lille måneds lukning med filmen Armageddon.
I 2003 valgte man igen at ombygge biografen. Denne gang blev hele foyeren ombygget og slikbutikken rykket. Der åbnede nu en lille cafe i vestibulen med gode siddepladser, og inde i biografen fik alle sæder sodavandsholdere, og der kom ny loftsbelysning.
I september 2004 fik biografen sammen med Palads København og Biocity Århus installeret en digital projektor fra Barco, hvilket betød, at Imperial nu kunne vise film i digital kvalitet. Der er tale om en såkaldt DLP, digital light processing, projektor.
I feburar 2012 opgraderede biografen til Barco's topmodel, DP4K-32B.
I september 2013 lukkede Imperial igen for renovation. Denne gang installeredes nye sæder, et større lærred og nyt lydsystem. I den sammenhæng blev antallet af rækker reduceret fra 24 til 21, og det samlede antal sæder fra 1102 til 998.

#### På lydsiden
Der havde været en del kritik af biografens anlæg fra bl.a. instruktøren Sydney Pollack, da han fandt ud af, at hans film Out of Africa ikke ville blive gengivet i 6-kanalers surround sound, da den havde premiere i 1986. Imperial kørte nemlig stadig med et gammelt anlæg til afspilning af 70mm film fra 1961. Man overvejede i forbindelse med udvidelsen i 1988 at THX-certificere lydanlægget, men det blev skrinlagt, da det var en meget dyr proces. Desuden havde biografen foretaget en stor brøler, da den havde malet sidevæggene med almindelig maling, hvilket betød, at akustikken blev meget dårlig. Det var først, da man installerede nye sidepaneler i 1998, at dette problem blev løst. Samme år blev biografen også THX-certificeret og levede nu op til de ypperste krav til biografer.
Biografen valgte i marts 1993 at installere det såkaldte Dolby Digital, som er et digitalt lydformat på filmstrimlen. Den første film, man viste med Dolby Digital, var Alive. Samme år installerede man også DTS, et digitalt format der ligger på en cd-rom og altså ikke på selve filmstrimlen. Igen i 1996 installerede man lydsystemet SDDS, i 1999 udvidede man med Dolby Digital EX, og i 2013 opgraderedes salen til Dolby Atmos.

## Teknikken

### Billede
Biografens digitale flagskib er en Barco – DP4K-32B som blev installeret i 2012. Den er en såkaldt DLP-projektor, en teknik der oprindeligt blev udviklet af Texas Instruments i 1987. I projektoren er der en række spejle, der vippes i takt med den farve, man ønsker. Spejlene er utrolig små, mindre end 1/5 af et menneskehår. Afhængig af, hvordan de er placeret i forhold til lyskilden, kan man producere en række forskellige nuancer. Selve filmene ved en digital fremvisning ligger på en harddisk og fylder mellem 7-125GB og er kodet i MPEG-2 formatet. Filmene er krypteret og beskyttet med et password fra filmselskabet og kan kun vises i den sal, man køber licens til. Underteksterne ligger på en separat cd-rom og afspilles vha. en tidskode af projektoren.
Da mange filmselskaber ikke tilbyder digitale udgaver af deres film endnu, har Imperial Bio også valgt at beholde en af deres to Philips kinomaskiner. Der er tale om en model EL4001 DP70 "Todd-AO all-purpose projektor". Den kræver en del manuelt arbejde, da operatøren her skal sørge for at skifte objektiv og maskeplader. Selvom den er fra biografens åbning, bruges den stadigvæk den dag i dag. Dens søstermaskine blev skrottet i efteråret 2011 for at gøre plads til den nye digitale 4K-fremviser.
Selve lærredet er 18,4 x 7,7 m. og i det såkaldte Todd-AO format. Det buer svagt og hører til blandt de absolut største i Danmark, kun overgået af en række drive-in bioer, Sal 1 i Cinemaxx på Fisketorvet, og Planetarium. Der er 35 meter fra projektoren til lærredet.
September 2013 renoveres biografen. Lærredet forøges med 40% - det går fra 120 m2 til 141 m2.

### Lyd
Biografen blev i 1998 THX-certificeret, den fineste anerkendelse en biograf kan få. Det betyder, at biografen lever op til en række kvalitetskrav sat af THX, som er ejet af George Lucas instruktøren bag Star Wars. Biografen får to gange årligt besøg af THX-folkene, som laver et kontrolcheck for at se, om biografen stadig opfylder de strenge krav. Det koster 10.000 $ at blive THX-certificeret og derefter 1000 $ årligt for THX-delefiltret, som er en del af specifikationerne.
Selve lydanlægget i Imperial består primært af et JBL højttaleranlæg model 4675A-2. Det kan afspille alle de gængse digitale formater såsom Dolby Digital EX, DTS og Sonys SDDS.
Bag lærredet i Imperial er placeret 6 højtalerkabinetter. De er stablet to og to og indeholder 2 15" bashøjtalere (model 2225H). En JBL Bi-Radial constant coverage horn (model 2360A) står for mellemtone og diskant. Der er tale om et såkaldt basreflekssystem, og det kræver fem JBL forstærkere (model 6260) at drive de tre fronthøjtalere.
Man har også placeret to 120 kilo tunge JBL subwoofere (model 4788), dvs. højttalere der tager sig af de dybe frekvenser, bag lærredet. De bliver drevet af to JBL 6290 forstærkere. Hver subwoofer har 2 18" JBL K151 bashøjttalere. Et THX delefilter står for opdelingen af lyden i henhold til THX-specifikationerne.
Rundt omkring i salen er der placeret 18 stk. JBL 8333 surround-højttalere, og under operatørrummet er der 6 JBL pro 3-højttalere.
På grund af salens særlige vifteform har Imperial problemer med surroundhøjtalerne, da de akustiske forhold gør, at det lyder, som om lyden kommer fra hjørnerne og ikke fra sidevæggene, som den burde gøre.
September 2013 blev biografen renoveret og fik installeret et større lærred, nye stole og et nyt lydsystem. Lydsystemet er nu "Dolby Atmos", et system med 64 lydkanaler. Imperial er nu verdens største biograf med Dolby Atmos.
I maj 2024 kom det frem, at biografen siden slutningen af 2023 har været tvunget til at sænke lydstyrken efter klager fra Hotel Imperials gæster. Problemet er opstået, fordi hotellet har erstattet nogle kontorpladser med en række suiter, der ligger klos op ad biografen. Ifølge filmfolk forringer det filmoplevelsen i så høj grad, at flere har valgt at bruge andre biografer til deres premierearrangementer. Det gælder indtil videre Michael Noers Birthday Girl og Christina Rosendahls Fuld af kærlighed.